# Xenorhina zweifeli
Xenorhina zweifeli е вид жаба от семейство Тесноусти жаби (Microhylidae).

## Разпространение и местообитание
Видът е разпространен в Папуа Нова Гвинея.
Обитава гористи местности, крайбрежия и плажове в райони с тропически и субтропичен климат.